# Сторожилов Дмитро Володимирович
Дмитро Володимирович Сторожилов (нар. 1 червня 1986, Суми) — український волейболіст, пасувальник (зв'язуючий) команди «Локомотив Збірна Харківської області-1» із Харкова. Виступав за національну збірну України, був її капітаном.

## Життєпис
Народжний 1 червня 1986 року в м. Сумах.
Грав за клуби «Локомотив» (Харків, 2006—2009), «Білогір'я» (Білгород; звідси наприкінці 2009 року повернувся до попереднього клубу), МДТУ Москва, «Шахінбей Беледіє» (Şahinbey BLD, 2014—2015), ББТС Більсько-Біла (BBTS Bielsko Biała), казахстанський ВК «Павлодар» (2017—2018), «Серце Поділля» Вінниця (2018—2019), ОФІ (Крит). У сезоні 2021—2022 є гравцем команди «Локомотив Збірна Харківської області-1» м. Харків.
У складі студентської збірної України виборов срібло на Універсіаді 2015.

### Досягнення
У збірній
- перемощець Євроліги 2017.

Клубні
- чемпіон України 2007, 2009, 2010, 2011, 2012, 2013, 2014,
- володар Кубка України 2007, 2008, 2009, 2010, 2011, 2012, 2013, 2014.

## Світлини

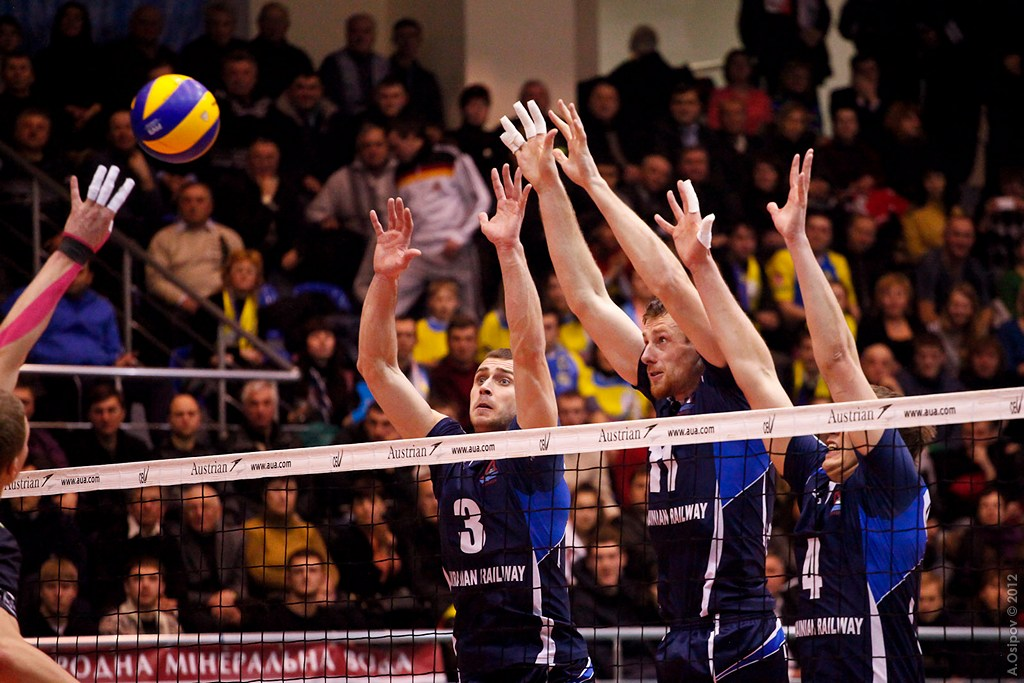
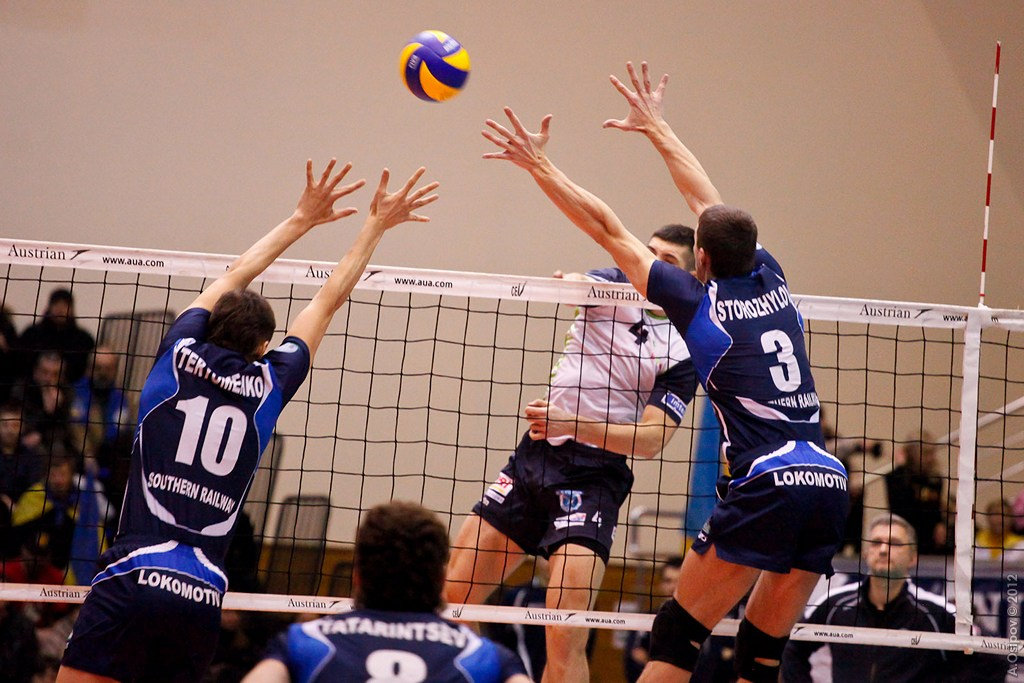